# Antoine Koné
Antoine Koné, (10 janvier 1963 - 8 mai 2019), est un évêque catholique ivoirien. Il est nommé évêque d'Odienné en 2009, fonction qu'il occupe jusqu'à sa mort en 2019.

## Biographie

### Origines et Formation
Antoine Koné naît le 10 janvier 1963 dans la ville de Ferkéssédougou au nord de la Côte d'Ivoire, dans le diocèse de Katiola. Il est éduqué dans un milieu musulman avant d'entrer au petit séminaire « Saint Jean » de Katiola.  Il est initié au Poro, une école de la vie en pays sénoufo. 
Il passe au séminaire de philosophie de Yopougon et, par la suite, au grand séminaire de théologie d'Anyama dans l'archidiocèse d'Abidjan, pour des études en théologie. De 1996 à 1998, il poursuit ses études en dogmatique à l'université catholique de l'Afrique de l'Ouest à Abidjan où il obtient une licence et par la suite un doctorat en théologie dogmatique. 

### Carrière
Motard au sein de la gendarmerie nationale ivoirienne et entrepreneur agricole, il est ordonné prêtre du diocèse de Katiola 28 décembre 1991. Après son ordination, il occupe de 1991 à 1997, la fonction de professeur de français, de latin et de géographie au petit séminaire de Katiola et en même temps curé à la cathédrale de Katiola et dans diverses paroisses du diocèse de Katiola. Il s'engage également à former les jeunes et les enseignants des écoles primaires et secondaires. À partir de 1997, il devient professeur de théologie et de latin au séminaire interdiocésain d'Anyama et au centre de formation de la Société des missions africaines.

#### Épiscopat
Le 1er juillet 2009, le pape Benoît XVI le nomme évêque du diocèse d'Odienné. Il est consacré, ensuite, par le cardinal Bernard Agré le 22 août 2009,. A sa nomination, il est le plus jeune évêque et unique prélat originaire du nord du pays. 
Pendant son épiscopat, il  exerce le rôle de président des Commissions épiscopales pour la doctrine de la foi et la pastorale sociale au sein de la Conférence des évêques catholiques de Côte d'Ivoire (Cecci). Il lutte contre le projet de loi sur la santé sexuelle et reproductive et dénonce dans ses homélies, la corruption dans les régimes de Gbagbo et de Alassane Ouattara. Il est surnommé « l'évêque rebelle »,.
Il meurt le 8 mai 2019 à Abidjan à la suite d'une longue maladie,. Alain Clément Amiézi le succède en 2022.

## Publications
- Antoine Koné, « La corruption dans tous ses états en Côte d’Ivoire. Extraits d’une homélie de Mgr Antoine Koné », Afrique contemporaine, vol. 3-4, nos 263-264,‎ 2017, p. 245 à 248 (lire en ligne )
- Antoine Koné, Le zèle de ta maison : une bénédiction qui vient du nord!, Abidjan, Edite le groupe presse Edic, 2010, 64 p.